# Große Synagoge Kopenhagen
Die Große Synagoge in Kopenhagen ist die Hauptsynagoge der jüdischen Gemeinde in der Hauptstadt Dänemarks. Sie wurde in den Jahren 1830 bis 1833 nach Entwurf des Architekten Gustav Friedrich von Hetsch auf quadratischem Grundriss in ägyptisierendem Stil aus gelbem Backstein in der Krystalgade errichtet, 1885 durch Frederick L. Levy und Ove Petersen umgebaut. Das Gebäude steht heute unter Denkmalschutz.

## Geschichte
Ein in der zweiten Hälfte des 18. Jahrhunderts an der Læderstræde errichteter Vorgängerbau war durch den Stadtbrand 1795 zerstört worden. Ein Neubauprojekt von Peter Meyn aus dem Jahr 1804 wurde nicht realisiert.
Während der deutschen Besetzung Dänemarks in der Zeit des Nationalsozialismus wurden die Torarollen auf Geheiß des sozialdemokratischen Oberbürgermeisters Sigvard Munk in der Krypta der Dreifaltigkeitskirche versteckt.
Am 22. Juli 1985 explodierte vor der Synagoge eine Bombe, zu dem Anschlag bekannte sich eine islamistische Organisation.
In der Nacht zum 15. Februar 2015 wurde vor der Synagoge der 37-jährige Wachmann Dan Uzan erschossen und zwei Polizisten verletzt. Die drei Männer hatten Wache gestanden, um die Gäste einer Bat Mitzwa-Feier zu schützen. Wenige Stunden zuvor hatte sich ein Anschlag im Stadtteil Østerbro ereignet.

## Bildergalerie

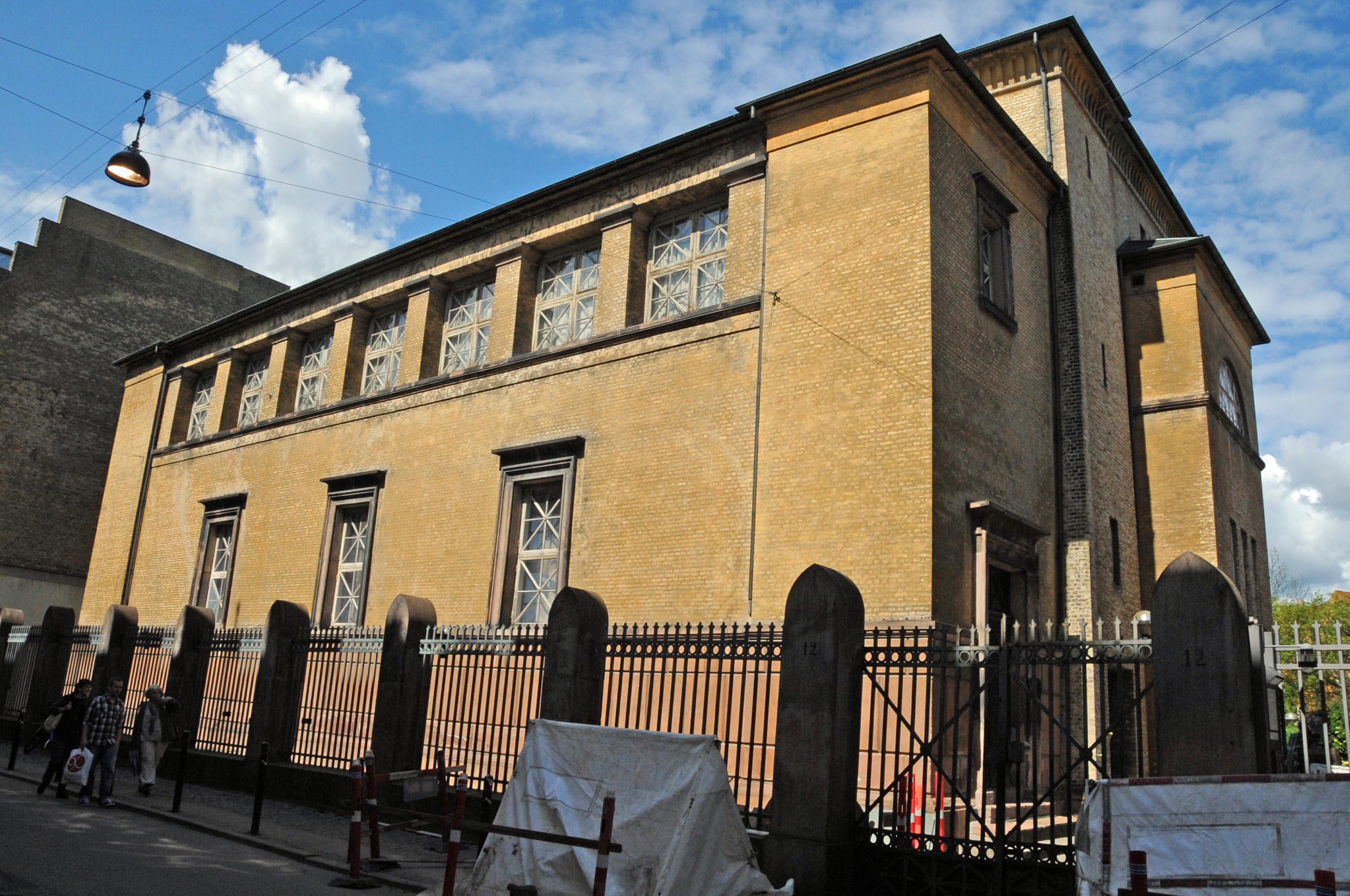
Die Große Synagoge im Jahr 2009
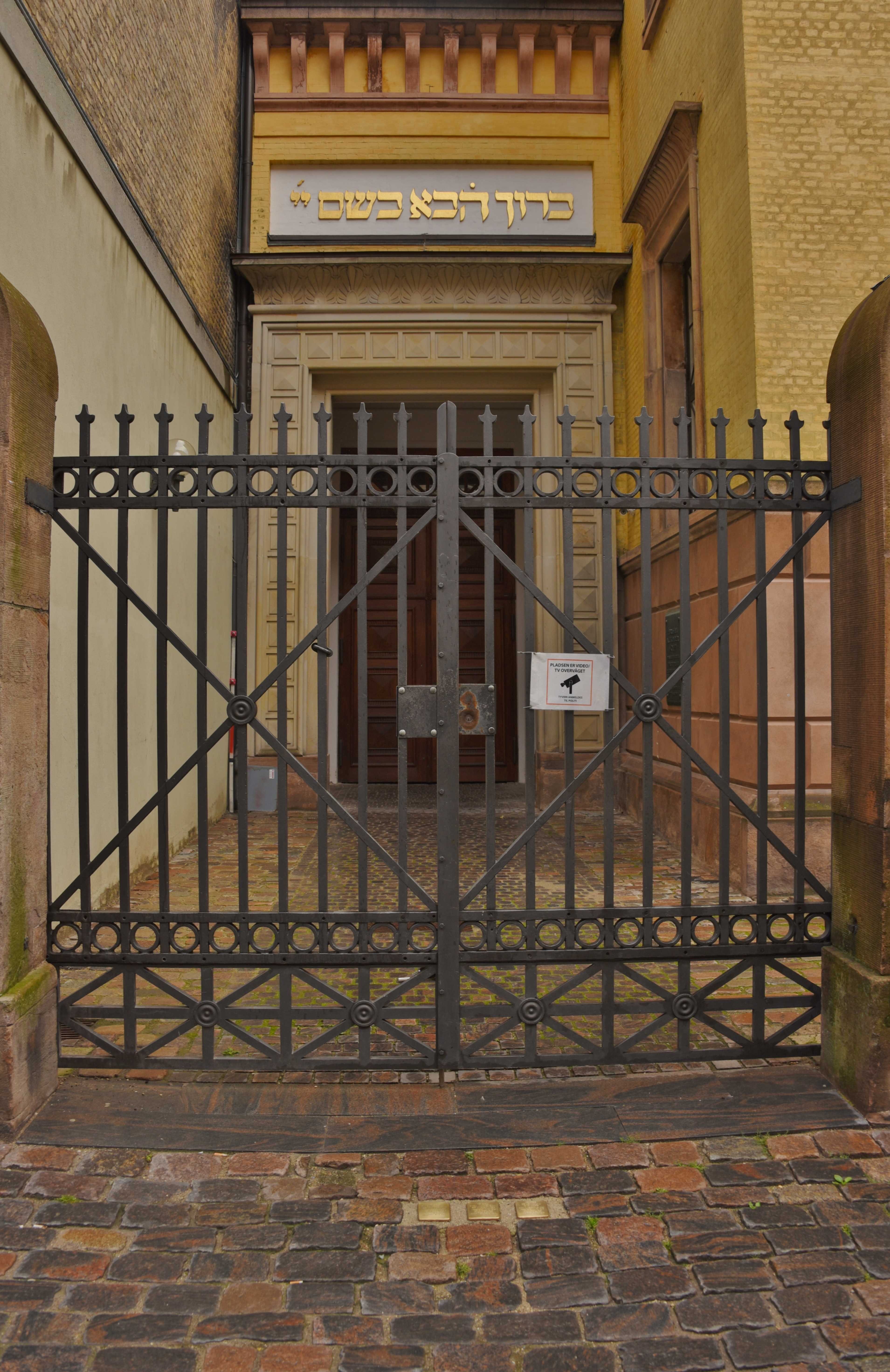
Eingang der Synagoge mit den 3 davor verlegten Stolpersteinen
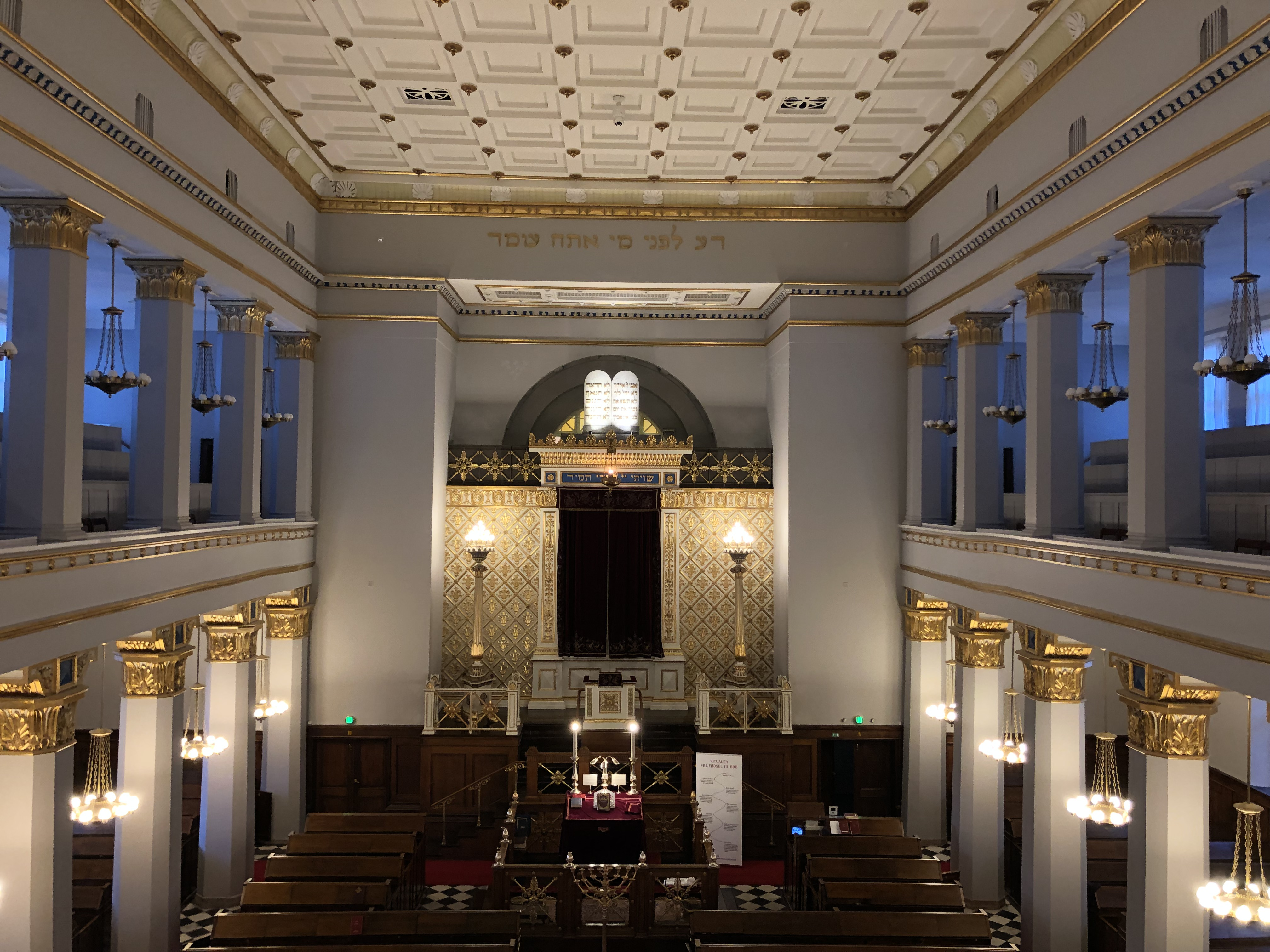
Der Innenraum mit Toraschrein, Parochet und Ner Tamid
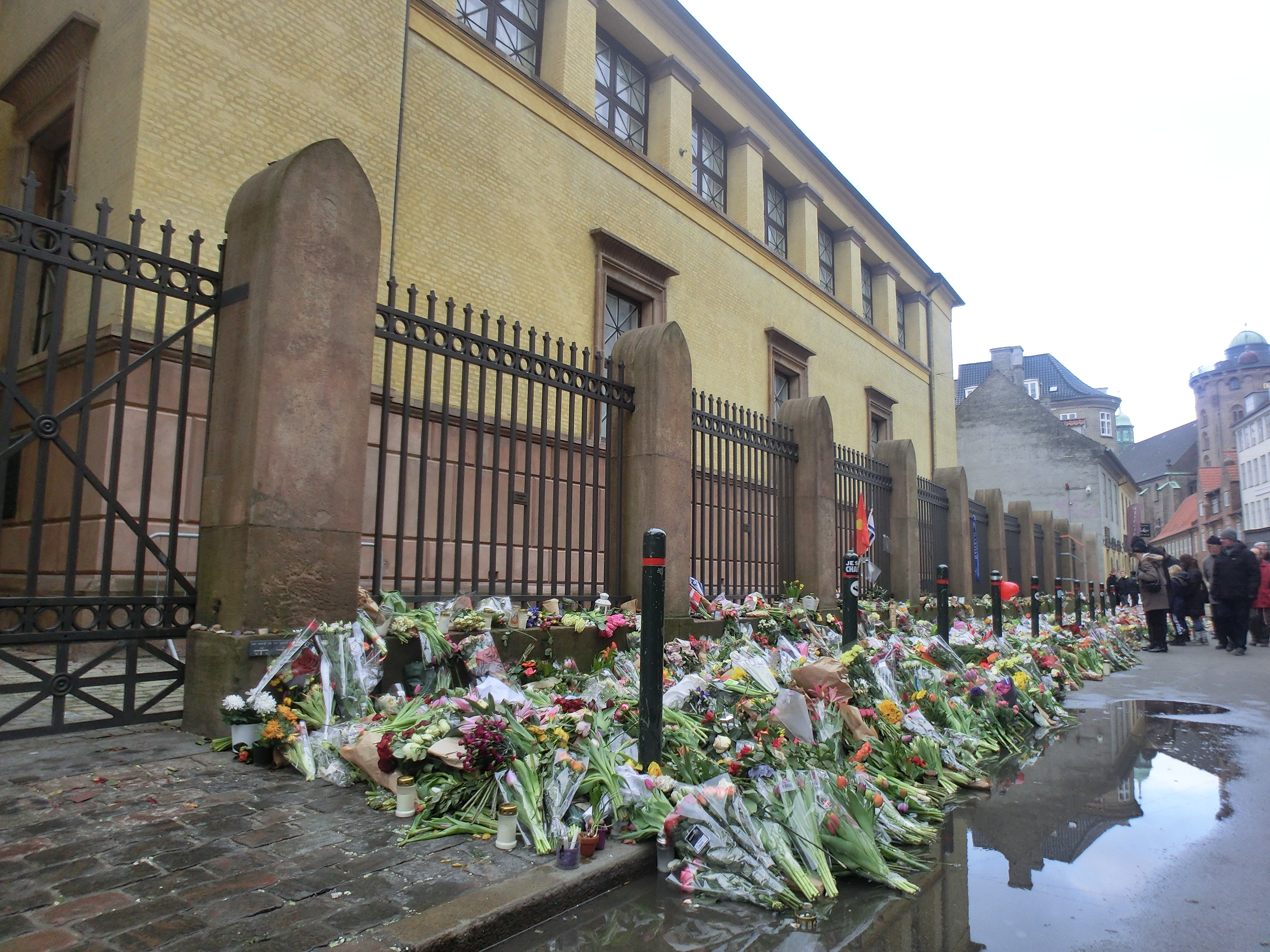
Blumen vor der Synagoge nach dem Anschlag von 2015